# 水囊魚形介
水囊魚形介（学名：Paradoxostoma versicolor）为魚形介科魚形介屬下的一个种。其种加词“versicolor”意为“颜色多样的”。